# Lac Harrison (États-Unis)
Pour les articles homonymes, voir Lac Harrison.
Le lac Harrison (en anglais : Harrison Lake) est un lac américain dans le comté de Flathead, au Montana. Il est situé à 1 127 mètres d'altitude au sein du parc national de Glacier.